# Charles Herbert Lowe
Charles Herbert Lowe, Jr. (16 de abril de 1920-13 de septiembre de 2002) fue un biólogo y herpetólogo estadounidense.
Lowe nació en Los Ángeles, California. Después de graduarse en la universidad fue a la Segunda Guerra Mundial como Alférez de la Armada de los Estados Unidos en el Océano Pacífico. En 1946, se matriculó en la Universidad de California en Los Ángeles, donde recibió un doctorado en 1950. Después, pasó a la Universidad de Arizona en Tucson, Arizona, donde se convirtió en profesor de ecología y biología evolutiva.
Sus intereses se centraron en la fauna del desierto, sobre todo del desierto de Sonora. Hizo muchos estudios extensos, y en 1964 publicó The Vertebrates of Arizona. Su investigación en la década de 1960 estableció la reproducción partenogenética de muchas especies de la familia Teiidae, y también descubrió que el ciprinodóntido del desierto puede tolerar temperaturas de hasta 44 °C (112 °F) y niveles extremadamente bajos de oxígeno. Descubrió veinte nuevas especies y subespecies y publicado 136 artículos científicos y libros.
Lowe estaba casado y tenía dos hijos. Murió en 2002 después de un largo período de deterioro de la salud.